# Lapu-Lapu
Lapu-Lapu (zm. ok. 1542) – władca wyspy Mactan na Filipinach. Stoczył potyczkę z żołnierzami Ferdynanda Magellana, w czasie której Magellan poległ. Filipińczycy uważają go, retrospektywnie, za pierwszego bohatera narodowego, przeciwstawiającego się hiszpańskiej kolonizacji. Jego wizerunek znajdował się na filipińskich monetach obiegowych o nominale 1 centyma bitych z przerwami w latach 1967-1993.
Znany jest również jako Çilapulapu, Si Lapulapu, Salip Pulaka i Kali Pulako (lub Cali Pulaco), chociaż dyskutowana jest historyczność tych nazw.

## Biografia
Niewiele mamy pewnych informacji o tej postaci i początkach jego rządów. Wiadomo, że przed przybyciem wyprawy Magellana na Archipelag Filipiński, Lapu-Lapu wraz z Zulą był jednym z dwóch wodzów wyspy Mactan.
16 marca 1521 r. na archipelag dotarła wyprawa Magellana. 7 kwietnia żeglarze dotarli do wyspy Cebu. Magellan zorganizował tam postój. Nawiązał współpracę z władcą wyspy Humabónem. Równocześnie polecił nawracanie miejscowej ludności na chrześcijaństwo. W zaledwie kilka dni od 14 kwietnia 1521 roku prawie wszyscy przywódcy wysp otaczających Cebu przyjęli chrzest i zgodzili się podpisać traktat z Hiszpanami. Traktat ten miał zapewnić Hiszpanii wyłączność na handel z wyspami będącymi pod panowaniem przywódcy Cebu w zamian za protekcję. 
Lapu-Lapu władca wyspy Mactan, który był od dawna skłócony z władcą wyspy Cebu, odmówił podpisania podobnego traktatu i dostarczania towarów przeznaczonych dla Hiszpanów. Z kolei drugi władca wyspy, Zula zdecydował się podpisać traktat.
Magellan zapowiedział wówczas użycie siły przeciwko Lapu-Lapu. Władca Cebu zaoferował mu pomoc w postaci około tysiąca wojowników, jednakże Magellan odmówił, chcąc w sile własnych ludzi zademonstrować swoją potęgę. 21 kwietnia Magellan na czele 48 ludzi udał się na wyspę Mactan. Naprzeciw niego stanęło około 1500 wojowników Lapu-Lapu. Mimo przewagi liczebnej przeciwnika, Magellan liczył, że odniesie zwycięstwo dzięki lepszemu uzbrojeniu.  Potyczka rozegrała się 27 kwietnia 1521 roku. Magellan poniósł śmierć wraz z częścią swych towarzyszy. Ci, którzy ocaleli, wycofali się pośpiesznie do łodzi.